# Claus Bjørn Larsen
Claus Bjørn Larsen (* 1963 Holbæk) je dánský fotograf.

## Životopis
Věnuje se novinářské fotografii. V roce 2000 vyhrál mezinárodní soutěž World Press Photo, za svůj snímek albánského uprchlíka z Kosova. Dvakrát byl též vyhlášen dánským fotografem roku (1989, 2002). Fotografoval válečné konflikty v Izraeli, Iráku, na Balkáně i v Afghánistánu. Začínal v bulvárních dánských novinách Ekstra Bladet a BT. V roce 1996 se stal fotoreportérem seriózního deníku Berlingske Tidende, kde se roku 1999 stal šéfem fotografické redakce. V roce 2009 noviny opustil a založil si vlastní firmu Photobyclausbjoern aps, která nabízí fotografické služby médiím.